# Un matrimonio inesperado
Un matrimonio inesperado es una película de comedia romántica peruana del año 2023, escrita y dirigida por Enrique Chimoy Sierra. El elenco está conformado por Renzo Schuller y Korina Rivadeneira en los roles protagónicos;acompañados de Fiorella Rodríguez, Guillermo Castañeda, Patricia Portocarrero, Miguel Vergara, Mabel Duclós y Giannina Alves en el reparto estelar.

## Sinopsis
Cuenta la historia de Valeria (Korina Rivadeneira), una joven venezolana que vino al Perú en busca de rehacer su nueva vida en el dicho país. Muy desconfiada que cree que la gente sólo busca aprovecharse de ella. Trabaja ilegalmente en un bar, donde conoce a Enrique (Renzo Schuller), el dueño de un hotel, con quien tendrá que casarse para asegurarse antes que Sandra Panduro (Fiorella Rodríguez), una agente de inmigración, acompañada de su ayudante Carrasco (Miguel Vergara), no tomen medidas contra ella.

## Elenco

### Protagonistas
- Renzo Schuller como Enrique.
- Korina Rivadeneira como Valeria.

### Reparto principal
- Fiorella Rodríguez como Sandra Panduro, agente encargada de inmigraciones.
- Guillermo Castañeda como Marcelo, mejor amigo de Enrique.
- Coco Limo como Simón.
- Patricia Portocarrero como Pamela.
- Miguel Vergara como Carrasco, ayudante de Sandra.
- Mabel Duclós como Rosalía.
- Giannina Alves como Daviana, amiga de Valeria.

## Producción
El rodaje comenzó el 5 de febrero de 2023 en la capital peruana Lima.
La película se ha inspirado en el problema inmigratorio de la actriz protagonista, que sucedió en el año 2017, en el cual contraería matrimonio con el piloto y personalidad televisiva Mario Hart en ese año para permanecer en el Perú.Adicionalmente, promovió a la regularización e integración, dentro de la inmigración venezolana en ese país.

## Recepción
Un matrimonio inesperado se estrenó el 24 de agosto de 2023 en los cines peruanos, y luego se expandió el 23 de noviembre de 2023 al mercado venezolano.
En su primer día de estreno, atrajo a 6.000 espectadores al cine, ocupando en sexto lugar.